# 11887 Echemmon
11887 Echemmon è un asteroide troiano di Giove del campo troiano. Scoperto nel 1990, presenta un'orbita caratterizzata da un semiasse maggiore pari a 5,1824228 UA e da un'eccentricità di 0,0913915, inclinata di 24,04419° rispetto all'eclittica.
L'asteroide è dedicato a Echemone, figlio di Priamo.